# دنیس چاوز
دیونیسیو "دنیس" چاوز (به انگلیسی: Dionisio "Dennis" Chavez) سناتور سابق عضو حزب دموکرات ایالات متحده آمریکا بود. وی در سال ۱۹۳۵ تا ۱۹۶۲ میلادی سناتور ایالت نیومکزیکو در سنای ایالات متحده آمریکا بود.